# Walter Olivera
Walter Daniel Olivera Prada, mais conhecido simplesmente como Olivera (Montevidéu, 16 de janeiro de 1953) foi um futebolista que atuava como zagueiro e um ex-treinador uruguaio. Em toda a sua carreira, jogou em apenas duas equipes: o Peñarol e o Atlético Mineiro.

## Biografia

### Carreira no Uruguai
Olivera iniciou seu futebol no Peñarol em 1973. Dono de um estilo xerife e um líder nato dentro de campo, vestiu a camisa aurinegra por 11 anos, sendo capitão por oito anos. Pelo time uruguaio, Oliveira conquistou oito títulos, sendo seis campeonatos uruguaios, uma Taça Libertadores e um Mundial Interclubes.
Tal liderança o levou logo jovem para a seleção uruguaia. A primeira veio em 1973, com apenas 20 anos e conquistou a Copa América de 1983, num time repleto de craques, como Alzamendi, Francescoli, Aguilera, Fernando Morena e seu companheiro de Peñarol Mario Saralegui.

### Brasil
Em 1983, Olivera chegou no Clube Atlético Mineiro para formar dupla com Luisinho, com a confiança do presidente Elias Kalil e reforçando a boa aceitação dos uruguaios no time alvinegro, graças às excelentes passagens do lateral Cincunegui e do goleiro Mazurkiewicz nos anos 70 pelo Galo. Dono de um futebol determinado, Olivera foi muitas vezes interpretado como um jogador "duro". Líder em campo, Olivera logo conquistou a torcida alvinegra.
Devido a uma dor crônica lombar, Olivera encerrou carreira em 1985, no próprio Atlético, com apenas 32 anos de idade. Sua última partida foi no amistoso contra a Roma, que terminou 4 x 4. Regressou ao Uruguai e logo retornou ao Brasil, contratado pela Diretoria Atleticana como técnico do Galo. Curiosamente, na campanha do título estadual de 1985, teve participação como jogador e técnico.

## Títulos

### Como jogador
Peñarol
- Campeonato Uruguaio: 1973, 1974, 1978, 1979, 1981 e 1982
- Taça Libertadores da América: 1982.
- Copa Intercontinental: 1982

Atlético Mineiro
- Campeonato Mineiro: 1983, 1985.

Seleção Uruguaia
- Mundialito: 1980
- Copa América: 1983.

### Como treinador
Atlético Mineiro
- Campeonato Mineiro: 1985